# Çukurova
Çukurova, también conocida como Cilicia, es una región geocultural en la zona central de la costa sur de Turquía, que cubre las provincias de Mersin, Adana, Osmaniye y Hatay. Con una población de casi 6 millones de habitantes, es una de las mayores concentraciones de población de Turquía.
Çukurova en turco significa aproximadamente "llanura baja", çukur para "hueco, depresión", y ova para "llanura". La región comienza en Anamur al oeste, extendiéndose hacia el este paralelamente al Mediterráneo, y hacia el norte hasta Tufanbeyli, envolviendo el golfo de Alejandreta, girando hacia el sur en Erzin y finalmente terminando en Yayladağı, en la frontera Siria. El núcleo de esta área es la planicie de Çukurova (anteriormente Cilicia Pedias), que cubre la zona situada entre Mersin al oeste, Kozan al norte, Osmaniye al este y el Mediterráneo al sur. El Área Metropolitana de Adana-Mersin es el centro comercial y cultural de Çukurova.
La mayor parte de la región de Çukurova es un gran extensión de tierras llanas y fértiles, que se encuentra entre las áreas agrícolas más productivas del mundo. Históricamente, Çukurova fue una puerta de entrada de Europa a Oriente Medio y, al ser el punto de acceso más corto al Mediterráneo desde el norte del Medio Oriente y Asia Central, es un centro de transporte, con sus dos principales puertos marítimos y una terminal petrolera.

## Historia
La historia registrada de la región se remonta a más de 6000 años. La presencia armenia en Cilicia se remonta al siglo I a. C., cuando bajo Tigranes II el Grande, el Reino de Armenia se expandió y conquistó una vasta región en el Levante mediterráneo. En el 83 a. C., la aristocracia griega del Imperio seléucida de Siria, debilitada por una sangrienta guerra civil, ofreció su lealtad al ambicioso rey armenio. Durante los Imperios Bizantino romano y primitivo, la capital de la provincia de Cilicia fue el importante puerto de Tarso, donde Marco Antonio conoció a Cleopatra, y lugar de nacimiento de Pablo de Tarso y Teodoro de Tarso, entre otros importantes predicadores cristianos.
La región se convirtió en uno de los primeros campos de batalla entre las fuerzas musulmanas y cristianas. Fue conquistada en el siglo VIII y siguió siendo parte del califato abasí hasta que fue reconquistada por las fuerzas bizantinas en 962. Poco después, en 1080, Rubén I de Armenia fundó el reino armenio de Cilicia.

El Vilayet de Adana, similar a la Çukurova actual

Cuando la dinastía selyúcida capturó la región en el siglo XII, muchos turcomanos, incluidos los clanes Oğuz de Yureğir, Afshar y Chepni se instalaron en la parte norte de la región, dirigidos por los ramadánidas. Aquellos que preservaron el estilo de vida nómada fueron llamados yörüks. A partir del siglo XVIII, el Imperio otomano siguió una política destinada a establecer poblaciones en asentamientos permanentes; el proceso fue más o menos completo en el siglo XIX, aunque debió afrontar muchas dificultades y generó una tensión considerable.
Entre la Convención de Kütahya de 1832, mediante la que se dejaban las ganancias territoriales adquiridas por Ibrahim bajá a su administración, hasta la Conferencia de Londres de 1841, convocada para resolver la cuestión, Çukurova se mantuvo bajo el dominio del jedive. Aunque el período de la regencia egipcia, motivado por la necesidad perenne de Egipto, de madera para su marina, fue relativamente corto, dejó marcas importantes en el área, como la introducción de la producción de algodón a escala industrial y de los talleres textiles a las poblaciones de la región. Los algodoneros de Çakurova todavía comienzan su jornada laboral con oraciones en memoria de İbrahim Pasha, y la influyente familia Menemencioğlu, con descendientes notables hasta nuestros días, incluido el ministro de Asuntos Exteriores de Turquía durante la Segunda Guerra Mundial, Numan Menemencioğlu, que alcanzaron notoriedad actuando como intermediarios para el Pasha.
En 1869 se incorporó el Vilayet de Adana (provincia de Adana) después de separarse de la provincia de Alepo. Las fronteras del Vilayet de Adana son similares a la región actual de Çukurova.
El desarrollo de Mersin como puerto principal también comenzó durante este período. Como resultado, las ciudades de la región se convirtieron en prominentes centros de comercio, agricultura e industria. Hoy en día, Adana es la quinta ciudad más grande de Turquía y un centro vital de muchos productos agrícolas como el algodón.

## Geografía
Históricamente, la región era conocida como Kizzuwadna por el Hatti y estaba dividida en dos partes, Uru Adaniya (Cilicia baja) y oeste de Cilicia (Tarza), que también era conocida como la montaña de Cilicia. Los pasos que permiten el acceso de Çukurova a la Meseta de Anatolia Central a través de los Montes Tauro, son conocidas como Puertas Cilicias desde la antigüedad. Las Puertas Sirias, que conectan la región sureste (con el distrito moderno de Dörtyol en la Provincia de Hatay) y el Paso de Sertavul constituyen otros puntos de tránsito importantes. La región está incluida en la zona mediterránea de Turquía, y limita con Anatolia Central (la Capadocia histórica) hacia el norte y hacia el este con Anatolia sudoriental.

### Clima
El clima de Çukurova muestra diferencias significativas en las montañas y las llanuras bajas. En las llanuras inferiores, el clima refleja un patrón típicamente mediterráneo; los veranos son cálidos y secos, los inviernos son cálidos y lluviosos. En el mes más frío (enero), la temperatura promedio es de 9 °C, y en el mes más cálido (agosto), la temperatura promedio es de 28 °C. Las montañas de Çukurova tienen un clima continental, con inviernos nevados. La precipitación anual promedio en la región es de 647 mm y el número promedio de días lluviosos en un año es de 76. Mersin y las áreas circundantes tienen la temperatura promedio más alta en Çukurova. Mersin también tiene una alta precipitación anual (1096 mm) y 85 días lluviosos al año.

### Geología
Las montañas de Çukurova están formadas por calizas antiguas, conglomerados, margas y materiales similares. La llanura inferior es la llanura aluvial más grande de Turquía. La expansión de las formaciones de piedra caliza y los aluviales cuaternarios están asociados a los ríos Seyhan y Ceyhan, que formaron las llanuras de la región en el pasado.
La laguna de Akyatan, los lagos Akyayan y Salado, los Siete lagos en Aladağ, y el lago Karstik Dipsiz cerca de Karaisalı son los lagos de la región. Los embalses en la región se denominan Seyhan, Çatalan, Yedigöze, Kozan y Mehmetli.
Los principales ríos en Çukurova son el río Seyhan, el Ceyhan, el Berdan, el Asi y el río Göksu.
- El río Seyhan surge de la confluencia de los ríos Zamantı y Göksu, que se originan en la provincia de Kayseri y desembocan en el Golfo de Mersin. El río mide 560 km de largo.
- El río Ceyhan emerge de la confluencia de los ríos Aksu y Hurman y desemboca en el Cabo Hürmüz, situado en el Golfo de Alejandreta. Tiene 509 km de largo y forma los lagos Akyayan, Akyatan y Kakarat antes de desembocar en el Mediterráneo.
- El río Berdan se origina en los Montes Tauro y desemboca en el Mediterráneo, al sur de Tarso.
- El río Göksu se origina en los Montes Tauro y desemboca en el Mediterráneo, 16 km al sureste de Silifke. Forma el delta de Göksu, que incluye el lago Akgöl y la laguna Paradeniz.
- El río Asi (Orontes) surge de los grandes manantiales de Labweh junto al Valle de la Becá y corre hacia el norte, paralelo a la costa y desemboca en el Mediterráneo justo al sur del pequeño puerto de Samandağı.

## Gobernanza
La región de Çukurova se divide en cuatro provincias administrativas: Mersin, Adana, Osmaniye y Hatay. Cada provincia es gobernada por el Gobierno Central en Ankara a través de un Gobernador Provincial designado. Las provincias se dividen entonces en distritos gobernados por los gobernadores de distrito, que están bajo los gobernadores provinciales.
Dado que las cuatro provincias son económica y geográficamente interdependientes, con la estructura de gobierno actual, la planificación regional está limitada dentro de las provincias y no abarca todo Çukurova. Esto crea conflictos en la creación de planes regionales de inversión, especialmente entre las provincias de Adana y Mersin. Recientemente, la cooperación entre las ciudades de Çukurova está mejorando. Los municipios de Çukurova formaron una unión, la Unión de Municipios de Çukurova, para llevar a cabo proyectos que beneficiarán a toda la región. Las organizaciones comunitarias y empresariales también forman sindicatos regionales. Las asociaciones de turismo de las ciudades realizan promociones comunes para atraer turistas a la región.

### Divisiones

#### Provincias y distritos
Provincias y distritos en Çukurova (de oeste a este):
- Provincia de Mersin: Anamur, Bozyazı, Aydıncık, Gülnar, Mut, Silifke, Erdemli, Mersin (compuesto por Mezitli, Yenişehir Toroslar, Akdeniz), Çamlıyayla, Tarso
- Provincia de Adana: Adana (compuesto por Seyhan, Çukurova, Yüreğir, Sarıçam, Karaisalı), Pozantı, Karataş, Ceyhan, İmamoğlu, Aladağ, Kozan, Feke, Saimbeyli, Tufanbeyli
- Provincia de Osmaniye: Sumbas, Kadirli, Toprakkale, Düziçi, Osmaniye, Hasanbeyli, Bahçe
- Provincia de Hatay: Erzin, Dörtyol, Hassa, Alejandreta, Belen, Kırıkhan, Samandağ, Antioquía, Reyhanlı, Kumlu, Yayladağı, Altınözü

#### Municipios
Los gobiernos municipales elegidos localmente se encargan de la planificación urbana y la infraestructura. La principal ley municipal entró en vigor en 1989 para llevar una mejor administración a las grandes áreas urbanas. En Çukurova, las ciudades de Adana y Mersin están gobernadas según su división en municipios mayores. En la ciudad de Adana, hay cinco distritos municipales y en la ciudad de Mersin, cuatro.
En las provincias de Hatay y Osmaniye, además de los distritos municipales, hay municipios locales (belde) en comunidades con una población superior a 2000 habitantes (en las provincias de Mersin y Adana, dichos municipios fueron abolidos en 2014). Las comunidades que tienen menos de 2000 personas se rigen por el mukhtar de la villa con el apoyo de los Servicios Rurales Estatales (Köy Hizmetleri).

## Economía
Çukurova es bien conocida por su gran extensión de tierra fértil y por su agricultura altamente productiva. La región también está industrializada; Tarso, Adana y Ceyhan albergan numerosas plantas. Los puertos Mersin y Alejandreta proporcionan transporte de mercancías fabricadas en Anatolia Central, Sur y Sudeste. Ceyhan se está convirtiendo en un nudo energético, alojando terminales petrolíferas y de gas natural, así como refinerías y astilleros.

### Recursos naturales
Agricultura
La llanura de Çukurova tiene algunos de los suelos más fértiles del mundo, en los que se pueden recolectar tres cosechas cada año. La región tiene la segunda flora más rica del mundo y es el productor de la mayor parte de los productos agrícolas de Turquía, excepto la avellana y el tabaco. Çukurova lidera a Turquía en la producción de soja, cacahuete y maíz, y es un gran productor de frutas y verduras. La mitad de las exportaciones de cítricos de Turquía es de Çukurova. Anamur es la única zona subtropical de Turquía, donde se pueden cosechar plátanos, mangos, kiwis y otros productos subtropicales.
Çukurova es el segundo mayor productor de miel en Turquía, después de la Muğla y la región de Aydin. Samandağ, Yumurtalık, Karataş y Bozyazı son algunas de las ciudades de la región donde la pesca es la principal fuente de ingresos. El salmonete, la lubina, el calamar y la dorada son algunos de los peces más populares de la región. Hay granjas de acuicultura en los lagos Akyatan, Akyagan, Yumurtalık y en el embalse de Seyhan. Si bien no es tan común como otras actividades agrícolas, la producción de lácteos y la ganadería también se localizan en toda la región.
Minería
- Zinc y Plomo: Kozan-Horzum es el yacimiento principal.
- Cromo se encuentra alrededor de Aladağlar.
- Los recursos de baritina se localizan alrededor de Mersin y Adana.
- Hierro, presente alrededor de Feke y Saimbeyli.
- Las minas de asbesto se hallan principalmente en la provincia de Hatay.
- Las reservas de caliza son muy ricas en Çukurova. La región aloja cuatro plantas de fabricación de cal.
- Los recursos de pumita son los más ricos de Turquía. El 14% de las reservas del país se encuentran en Çukurova.

### Industria
Çukurova es una de las primeras regiones industrializadas de Turquía. Con las mejoras en la agricultura y el aumento del rendimiento agrícola, las industrias basadas en la agricultura se construyen en gran número. Hoy en día, la industria manufacturera se concentra principalmente en Tarso, Adana y Ceyhan. Las plantas textiles, de curtido de cuero y de procesamiento de alimentos son abundantes. İsdemir es una gran planta siderúrgica ubicada en Alejandreta. Temsa es una de las mayores industrias de la región y el único fabricante de componenetes de automoción que emplea a más de 2500 trabajadores. Sabancı Holding y Çukurova Holding se encuentran entre los mayores conglomerados industriales turcos, ambos fundados en la región de Çukurova y que aún operan numerosas empresas de fabricación en Adana y Tarso.
La industria petroquímica se está desarrollando rápidamente en la región con las inversiones en la terminal petrolífera de Ceyhan, y se están construyendo refinerías de petróleo en la zona. Ceyhan también se espera que albergue la industria de la construcción naval.

### Comercio
Adana es el centro comercial de la región donde muchas de las instituciones públicas y privadas tienen sus oficinas regionales. Mersin y Antioquía también son sede de oficinas regionales de instituciones públicas. Muchas ferias y congresos de la industria se llevan a cabo en la región en lugares como el Centro de Congresos y Exposiciones TÜYAP en Adana y el Centro de Congresos Mersin.
Mersin es el centro logístico de la región y alberga numerosas empresas de este sector.
Mersin Seaport es el tercer puerto más grande de Turquía, después de Estambul y Esmirna. Posee 45 muelles, y el área total del puerto es de 785 kilómetros cuadrados (194.000 acres), con una capacidad de 6000 barcos por año.
İskenderun Seaport se utiliza principalmente para las comunicaciones con Oriente Medio y el sureste de Turquía.
Ceyhan Oil Terminal es una terminal de transporte marítimo para los oleoductos Bakú-Tiflis-Ceyhan ("BTC"), Kirkuk-Ceyhan, Samsun-Ceyhan y Ceyhan-Mar Rojo. Ceyhan también será una terminal de gas natural para una tubería planificada que se construirá paralela al oleoducto Kirkuk-Ceyhan, y para una extensión planificada del gasoducto Blue Stream de Samsun a Ceyhan.
Dörtyol Oil Terminal conecta el transporte marítimo con el oleoducto Batman-Dörtyol, que comenzó a operar en 1967 para comercializar el crudo de la provincia de Batman. La tubería tiene una longitud de 511 km y una capacidad anual de 3,5 millones de toneladas.

### Turismo

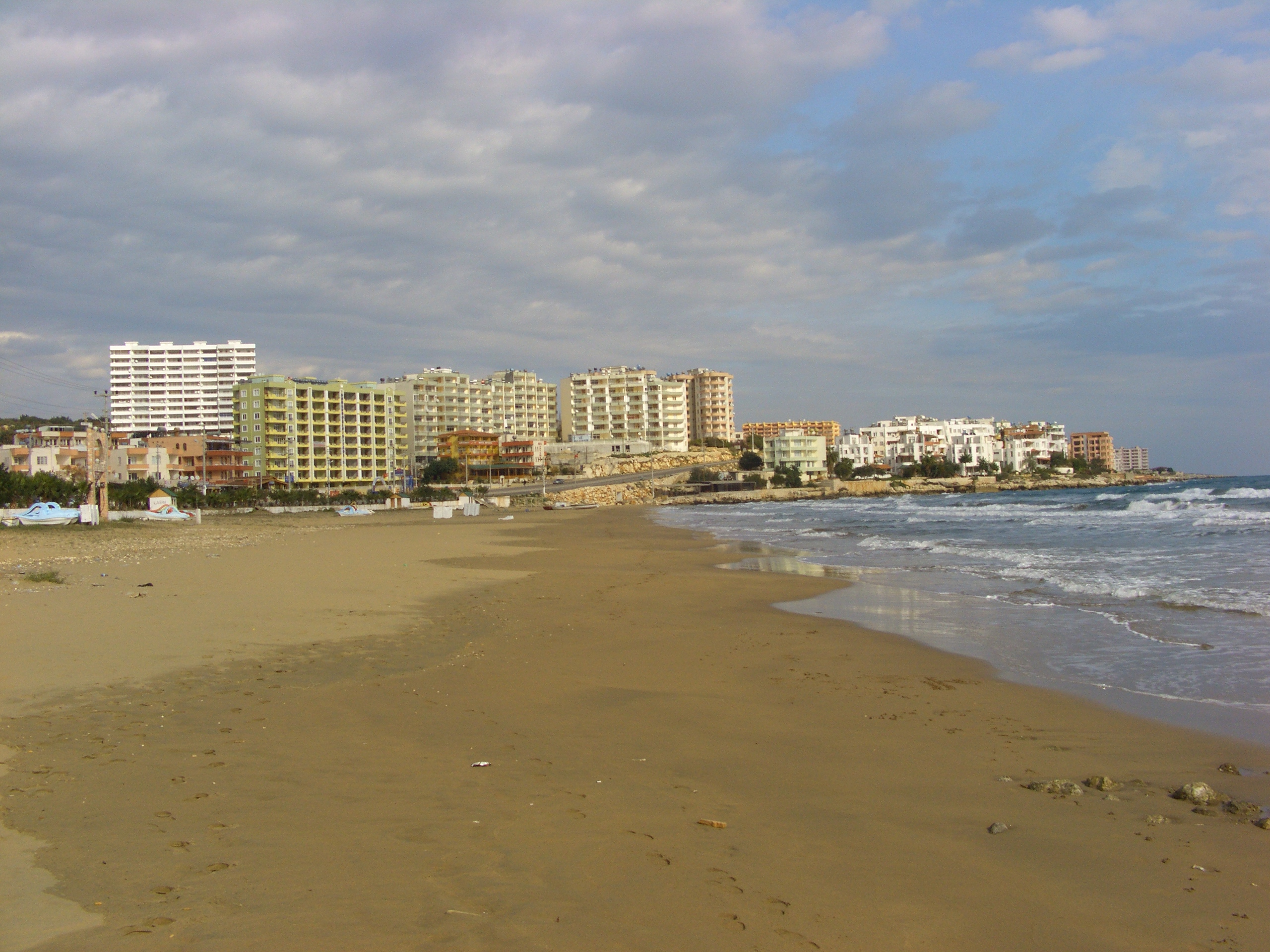
Playa de Yemiskumu (Ayaş, distrito de Erdemli de la provincia de Mersin)

Si bien la región tiene una larga costa, el turismo internacional no se encuentra al nivel de la vecina provincia de Antalya. Existe un pequeño número de hoteles entre Erdemli y Anamur que atrae a los turistas. El turismo de Çukurova funciona en su mayoría a pequeña escala y sirve a los lugareños de Çukurova, así como a los residentes de Kayseri, Gaziantep y las áreas circundantes. Entre Silifke y Mersin, las casas de gran altura y baja altura bordean la costa, casi sin ninguna zona vacía. La costa desde Mersin a Karataş está ocupada principalmente por tierras de cultivo. Esta zona está dividida en zonas para el turismo vacacional y se espera que tenga un rápido desarrollo en los próximos 20 años. Las costas de Karataş y Yumurtalık albergan cabañas con una zona de invernada de aves entre las dos áreas. Arsuz es un balneario que es frecuentado principalmente por los residentes de Antioquía y de Alejandreta.
Las mesetas en las montañas del Tauro son destinos más frescos para los lugareños que desean descansar de los veranos cálidos y húmedos de las llanuras bajas. Gözne y Çamlıyayla (Namrun) en la provincia de Mersin, Tekir, Bürücek y Kızıldağ en la provincia de Adana, Zorkun en la provincia de Osmaniye y Soğukoluk en provincia de Hatay son los complejos más populares de la llanura alta de Çukurova, que a menudo están llenos en verano. También se localizan algunos hoteles y lugares para acampar en la meseta de Tekir.
Situada en una encrucijada de tres religiones principales, el Judaísmo, el Cristianismo y el Islam, la región alberga numerosos hitos que son importantes para las personas de fe. Tarso es el lugar de nacimiento de Pablo de Tarso, que regresó a la ciudad después de su conversión. La ciudad fue un bastión de los cristianos después de su muerte. La caverna de Ashab-ı Kehf, una de las ubicaciones que se dice que es el lugar de descanso de los legendarios siete durmientes de Éfeso, santa para los cristianos y los musulmanes, se encuentra al norte de Tarso. Antioquía es otro destino para el mundo espiritual, donde los seguidores de Jesús de Nazaret se llamaron cristianos por primera vez. Es el hogar de San Pedro, uno de los doce apóstoles de Jesús.
La región es un destino popular por sus aguas termales. El manantial de Hamamat Thermal, ubicado a medio camino entre Kırıkhan y Reyhanlı, tiene una concentración de azufre muy alta, la segunda en el mundo después de un manantial termal en la India. Es el balneario más grande de la región y atrae a muchos sirios debido a su proximidad a la frontera. El manantial Haruniye Thermal está ubicado en las orillas del río Ceyhan cerca de la ciudad de Düziçi y tiene un ambiente tranquilo. Las aguas termales son un punto atractivo para las personas con reumatismo. Los manantiales de aguas minerales de Kurttepe, Alihocalı e Ilıca, todas ubicadas en Provincia de Adana, son populares para las curas de depuración. El Ottoman Palace Thermal Resort & Spa en Antioquía es uno de los principales centros de revitalización de Turquía.

## Población

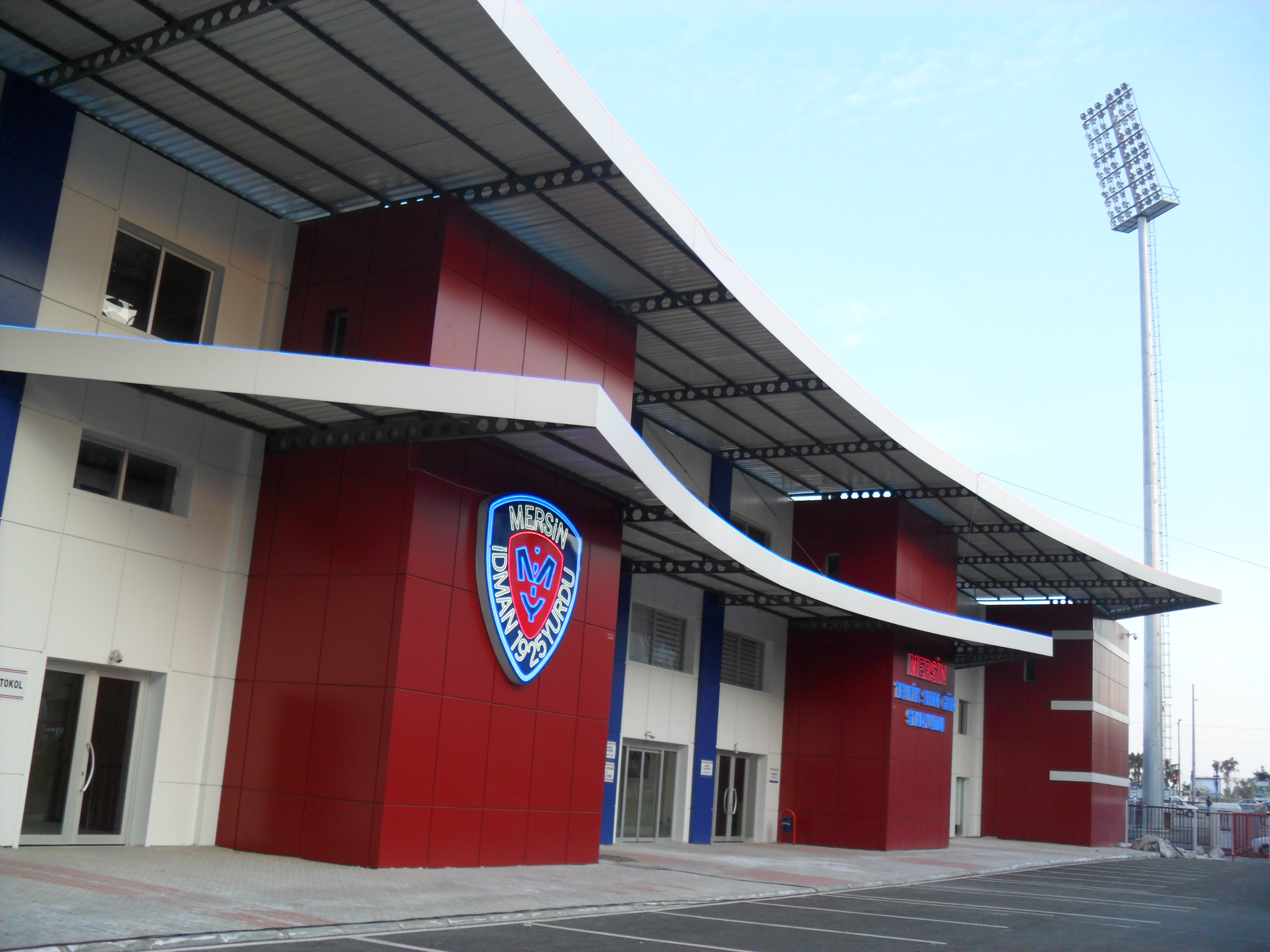
Estadio Tevfik Sırrı Gür de Mersin

Çukurova está muy poblada, debido a sus recursos abundantes, su clima y su geografía llana. La población de Çukurova a 31 de diciembre de 2021 es de 6.378.242.
| Provincia | Población |
| --------- | --------- |
| Adana     | 2.263.373 |
| Mersin    | 1.891.145 |
| Hatay     | 1.670.712 |
| Osmaniye  | 553.012   |
| Total     | 6.378.242 |

Hatay es la provincia más rural de Çukurova, y también es la única provincia en la que la población rural está aumentando y la población urbana está disminuyendo. La razón principal es la geografía montañosa de Hatay, así como la cultura religiosa y étnicamente diversa. Hatay se unió a Turquía en 1939, por lo que no se enfrentó a los intercambios de población de la década de 1920. La provincia tiene muchos pueblos habitados por cristianos, así como la única aldea étnicamente armenia que queda en Turquía, Vakıflı. La provincia de Adana es la más urbanizada, con la mayoría de la población centrada en la ciudad de Adana. La provincia de Mersin tiene una población rural mayor que la provincia de Adana, debido a su largo y estrecho tramo de tierra plana entre los Montes Tauro y el Mediterráneo.

### Zonas urbanas
Los asentamientos están bien extendidos en todo el territorio de Çukurova. Adana y Mersin son las ciudades más grandes de Çukurova y junto con Tarso y Ceyhan forman el Área Metropolitana de Adana-Mersin, que es la cuarta más grande de Turquía, con una población de 3 millones de personas. En el área metropolitana vive la mitad de los residentes de Çukurova. Más adelante figura una lista de las localidades de Çukurova con una población de más de 100.000 habitantes.

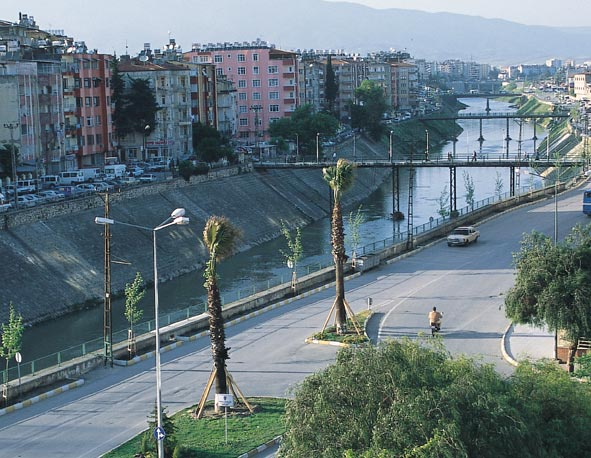
El río Orontes, a su paso por Antioquía

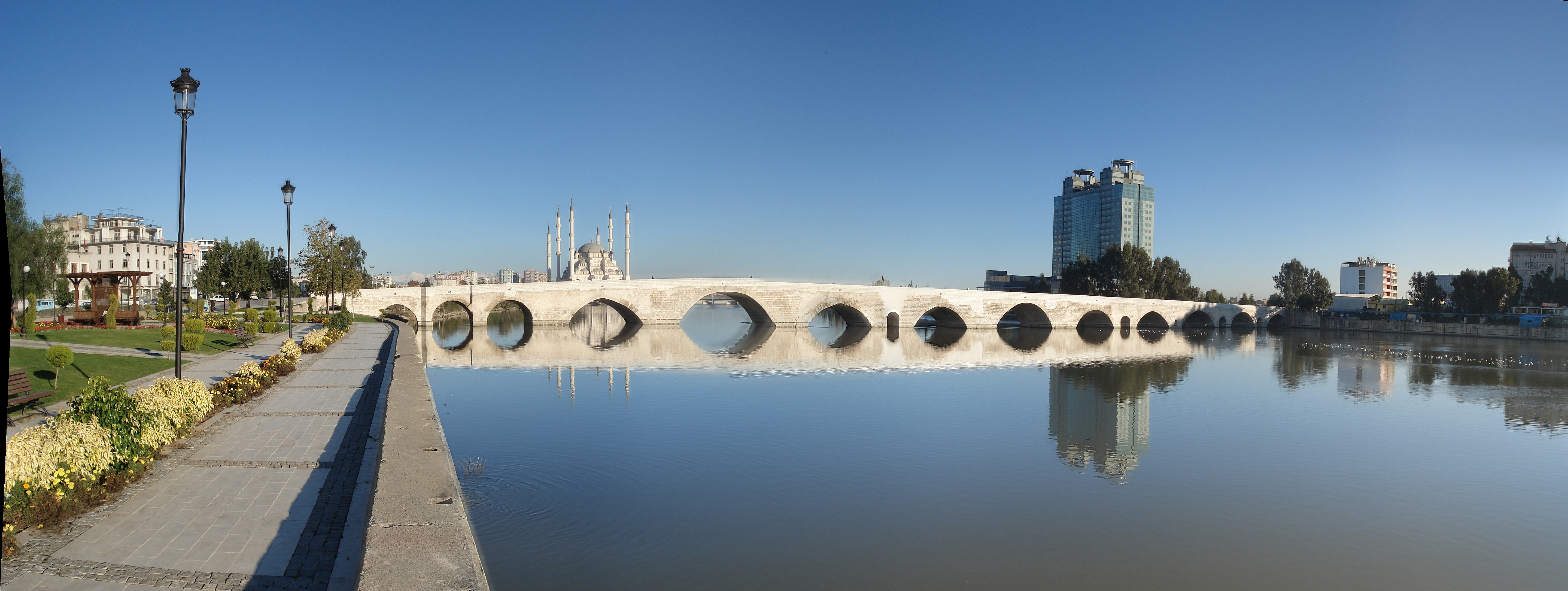
Puente de piedra de Adana

| Ciudad      | Población |
| ----------- | --------- |
| Adana       | 1.797.136 |
| Mersin      | 1.064.850 |
| Antioquía   | 555.833   |
| Tarso       | 347.314   |
| Osmaniye    | 279.992   |
| Alejandreta | 250.976   |
| Ceyhan      | 159.955   |
| Erdemli     | 147.512   |
| Kozan       | 132.320   |
| Dörtyol     | 127.989   |
| Silifke     | 127.849   |
| Kadirli     | 126.941   |
| Samandağ    | 123.999   |
| Kırıkhan    | 119.854   |
| Reyhanlı    | 105.309   |

## Lugares de interés

### Sitios antiguos

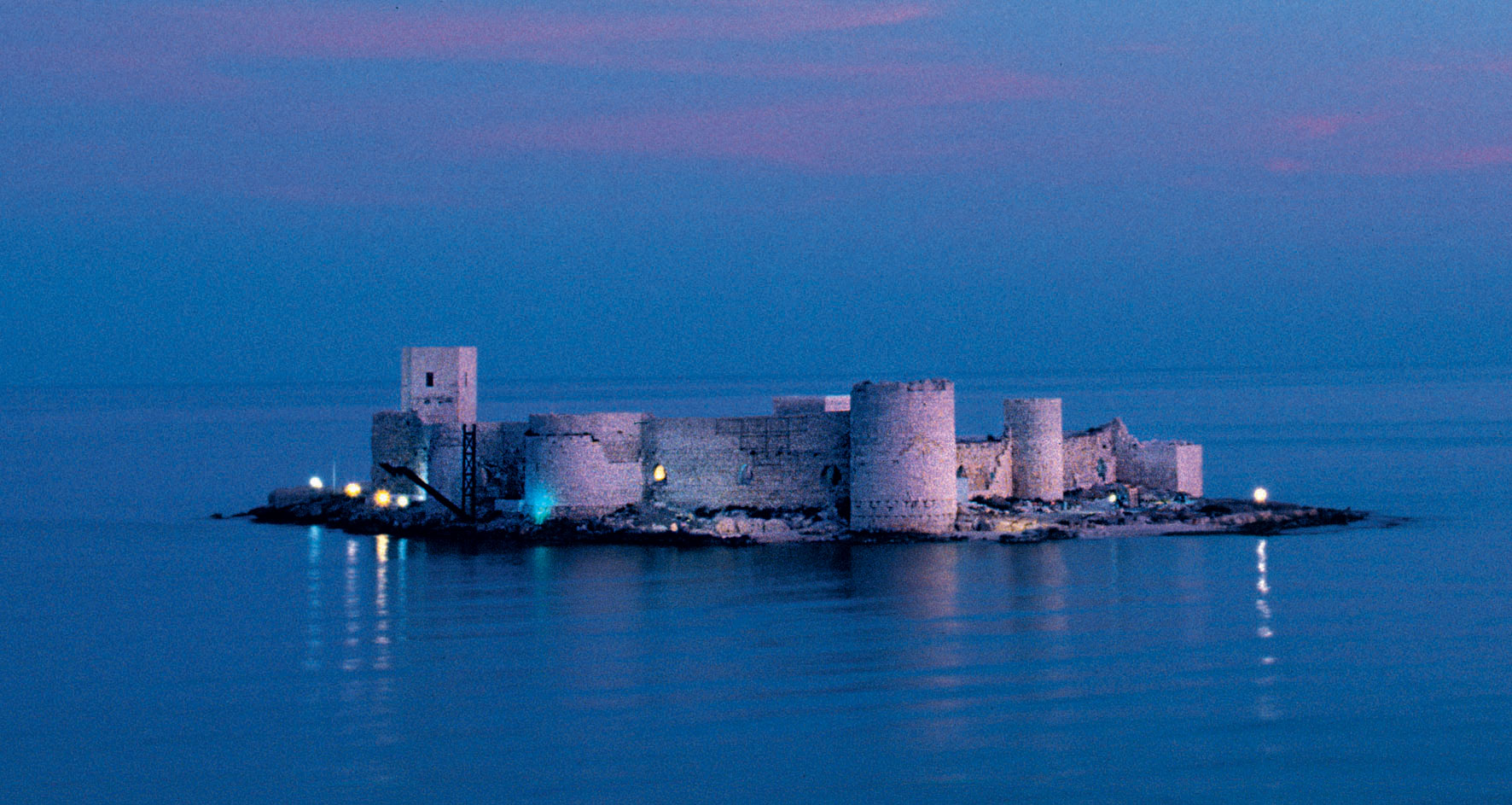
Kızkalesi(Korykos)

Kizkalesi (Castillo de la Doncella), un fuerte en una pequeña isla en el municipio de Kızkalesi, fue construido a principios del siglo XII por los reyes armenios de la dinastía Rubeniyan, para defender la ciudad de Korykos (hoy Kızkalesi).
Cielo & Infierno, situado en una gran colina al norte de Narlıkuyu, consiste en una fosa tectónica donde se han superpuesto las manifestaciones de distintas culturas durante miles de años. Los fenómenos naturales de la fosa tectónica se denominan 'El infierno y el cielo' debido al contraste entre los dos ambientes. Desde un camino antiguo, se puede acceder a la cueva del gigante mitológico Typhon, de 260 metros de longitud.
La antigua ciudad romana de Solos-Pompeiopolis está cerca de la ciudad de Mersin.
Yılanlı Kale (Castillo de las Serpientes), un castillo de los cruzados del siglo XI, construido en una ruta histórica que conecta las montañas del Tauro con la ciudad de Antakya. El castillo tiene 8 torres redondas, con un destacamento militar y una iglesia en su interior. Está ubicado a 5 km al oeste de Ceyhan.
El castillo de Anazarba fue construido en el siglo III, siendo el centro de la antigua metrópolis de Anazarba. La ciudad fue construida sobre una colina y tenía una importancia estratégica, controlando la llanura de Çukurova. El castillo principal y las murallas son restos de la ciudad. La muralla de la ciudad tiene 1500 m de largo y 8-10 m de alto, con 4 puertas de entrada a la ciudad. El castillo está ubicado a 80 km al noreste de Adana.
Şar (Comona) es una ciudad antigua situada en el extremo norte de Çukurova, a unos 200 km al norte de Adana, cerca de Tufanbeyli. Es un centro histórico de Hatti. Las estructuras que se conservan son el anfiteatro construido durante el período romano, las ruinas de una iglesia del imperio bizantino y las obras excavadas en la roca de Hatti.
La Iglesia de San Pedro en Antioquía, se convirtió en un templo aprovechando una cueva en las laderas de la montaña Habibi Neccar. Es conocida como el primer lugar de encuentro tradicional de los cristianos. La iglesia fue declarada como "Lugar de Peregrinación" para los cristianos por el Papa Pablo VI en 1963, y desde entonces se lleva a cabo una ceremonia especial el 29 de junio de cada año.
Monasterio de San Simeón, una estructura ciclópea del siglo VI, construida sobre una colina desolada a 18 km al sur de Antakya. Las características más llamativas de este monasterio son las cisternas, el recinto interior y las paredes. Se cree que San Simeón vivió aquí durante 45 años sobre una columna de piedra de 20 metros de altura.

### Parques y áreas de conservación
La laguna de Akyatan es un gran refugio de vida silvestre que actúa como escala para las aves migratorias que viajan desde África a Europa. El refugio de vida silvestre tiene un área de 14.700 ha, compuesta de bosques, lagunas, marismas, arenales y tierras onduladas. El lago es un espacio natural con plantas endémicas y especies de aves en peligro de extinción que viven en él, junto con otras especies de plantas y animales. Se contabilizaron 250 especies de aves durante un estudio en 1990. El área de conservación se encuentra a unos 50 km al sur de Adana, cerca de Tuzla.
La Reserva Natural de Yumurtalık cubre un área de 16.430 hectáreas dentro del delta de Seyhan-Ceyhan, con sus lagos, lagunas y una amplia colección de especies vegetales y animales. El área es un lugar importante para muchas especies de aves migratorias, cuyo número aumenta durante los inviernos cuando los lagos se convierten en un refugio a medida que otros lagos más al norte se congelan.
El Parque Nacional de Aladağlar, ubicado al norte de Adana, es un gran parque de alrededor de 55.000 hectáreas, dominado por la cima del Demirkazik, situada a 3756 m, el punto más alto en el centro de la cordillera del Tauro. Hay una gran variedad de flora y fauna, y los visitantes pueden pescar en los arroyos llenos de truchas. La vida silvestre incluye cabras salvajes, osos, linces y martas cibelinas. La especie más común de la vida vegetal es el pino negro, con algunos cedros salpicados entre ellos, y los abetos en las áreas del norte con mayor humedad. La región alpina, desde las fronteras superiores del bosque, tiene pastos con áreas rocosas y poca variedad de plantas debido a la gran altitud y pendiente.
El parque nacional de Karatepe-Aslantaş está ubicado en la orilla oeste del río Ceyhan en la provincia de Osmaniye. El parque incluye la fortaleza hitita de Karatepe y un museo al aire libre.
La Reserva Natural de Tekköz-Kengerlidüz, ubicada a 30 km al norte de Dörtyol, es conocida por tener un ecosistema diferente al mediterráneo. Las principales especies de árboles son el haya, el roble y el abeto, y alrededor de Tekköz crecen el carpe, el fresno, el pino negro y el abedul plateado. Las principales especies de animales en el área son la cabra salvaje, el corzo, el oso, la gineta, el gato montés, la lavandera, el lobo, el chacal y el zorro.
La Reserva Natural de Habibi Neccar Dağı es famosa por su valor cultural y natural, especialmente por la iglesia de San Pedro, que fue tallada en las rocas. El monumento a Caronte, a 200 metros al norte de la iglesia, es una enorme escultura del personaje conocido como el Barquero del Infierno en la mitología, tallada en las rocas. Las principales especies de árboles son pinos, robles y el sándalo. En la montaña también viven zorros, conejos, perdices y palomas comunes. La reserva natural está a 16 km al este de Antioquía y se puede acceder mediante transporte público.

## Educación
Existen numerosas escuelas primarias y secundarias privadas además de las escuelas estatales en la región. La escuela secundaria más popular en la región es el Tarsus American College, fundado como escuela misionera en 1888 para servir a la comunidad armenia. Se convirtió en una escuela secular en 1923.
La región alberga 5 universidades estatales y 2 fundaciones.
Çukurova University es una universidad estatal fundada en 1973 mediante la unión de las facultades de Agricultura y Medicina. El campus principal está en la ciudad de Adana, y el Colegio de Administración de Turismo está en Karataş. Hay una facultad de ingeniería en Ceyhan y escuelas profesionales en Kozan, Karaisalı, Pozantı y Yumurtalık. La universidad es una de las universidades mejor desarrolladas de Turquía, con numerosas instalaciones culturales, sociales y deportivas. Actualmente acoge a 40.000 estudiantes.
Universidad de Mersin es una universidad estatal fundada en 1992, y actualmente presta servicios con 11 facultades, 6 universidades y 9 escuelas profesionales. La universidad emplea a más de 2100 académicos y matricula a 26.980 estudiantes. El campus principal se encuentra en la ciudad de Mersin. En Tarso se localiza la Facultad de Educación Técnica y Tecnología Aplicada y el Colegio de Organización de Empresas. En Silifke y Erdemli, la universidad tiene colegios y escuelas de formación profesional. También hay escuelas laborales en Anamur, Aydıncık, Gülnar y Mut.
Universidad Mustafa Kemal es una universidad estatal ubicada en la provincia de Hatay. Fundada en 1992, actualmente tiene 9 facultades, 4 escuelas y 7 centros profesionales. El campus principal está en Antioquía y la Facultad de Ingeniería está en Alejandreta. La universidad empleaba a 708 académicos y 14.439 estudiantes en 2007.
Universidad Osmaniye Korkut Ata fue fundada en 2007 como una universidad estatal, a través de la unión de colegios y escuelas laborales de la provincia de Osmaniye. Comenzó la inscripción en 2009. Tiene 3 facultades y una escuela laboral en el campus principal de la ciudad de Osmaniye, y escuelas profesionales en Kadirli, Bahçe, Düziçi y Erzin. La universidad emplea a 107 académicos e inscribió a 4000 estudiantes en 2009.
Universidad de Ciencia y Tecnología de Adana es una universidad estatal recientemente fundada, que está planificada para tener diez facultades, dos instituciones y una universidad. Estaba previsto que contase con 1700 académicos, 470 empleados administrativos en 2012.
Universidad Çağ es una universidad basada en cuotas sin fines de lucro, fundada en 1997. Se encuentra a medio camino entre Adana y Tarso. Tiene alrededor de 2500 estudiantes, la mayoría de ellos residentes en Adana, Tarso y Mersin.
Universidad Toros es una universidad basada en cuotas sin ánimo de lucro, ubicada en Mersin. Comenzó a inscribir estudiantes en 2010.

## Deportes
El fútbol es el deporte más popular en Çukurova, representado profesionalmente en todos los niveles de las ligas turcas. El baloncesto también es popular. Los equipos de Çukurova dominan la liga de baloncesto femenina, donde 6 de los 14 equipos son de la región.
| Club                    | Deporte           | Liga                 | Stadio (capacidad)              | Fundación |
| ----------------------- | ----------------- | -------------------- | ------------------------------- | --------- |
| Adana Demir             | Fútbol masculino  | Superliga de Turquía | Nuevo Estadio de Adana (33.500) | 1940      |
| Adanaspor               | Fútbol masculino  | TFF Primera División | Nuevo Estadio de Adana (33.500) | 1954      |
| Mersin İdmanyurdu       | Fútbol masculino  | TFF Primera División | Mersin Arena (25.000)           | 1925      |
| Hatayspor               | Fútbol masculino  | TFF Segunda División | Hatay Atatürk (6015)            | 1967      |
| Tarsus İdman Yurdu      | Fútbol masculino  | TFF Tercera División | Burhanettin Kocamaz (6000)      | 1923      |
| Kozan Belediyespor      | Fútbol masculino  | TFF Tercera División | İsmet Atlı (2500)               | 1955      |
| Erzin Belediyespor      | Fútbol masculino  | TFF Tercera División | Erzin İlçe                      | 1978      |
| Payas Belediyespor 1975 | Fútbol masculino  | TFF Tercera División | 5 Temmuz (12.390)               | 1975      |
| Kırıkhanspor            | Fútbol masculino  | TFF Tercera División | Kırıkhan Şehir (6500)           | 1938      |
| Adana İdmanyurdu        | Fútbol (femenino) | Primera División     | Gençlik Stadium (2000)          | 1993      |

| Club                    | Deporte                | Liga                      | Estadio (capacidad)         | Fundación |
| ----------------------- | ---------------------- | ------------------------- | --------------------------- | --------- |
| Botaş                   | Baloncesto (femenino)  | Super Liga Turca Femenina | Menderes Sports Hall (2000) | 1984      |
| Mersin BŞB              | Baloncesto (femenino)  | Super Liga Turca Femenina | Edip Buran Arena (1750)     | 1993      |
| Hatay BŞB               | Baloncesto (femenino)  | Super Liga Turca Femenina | Antakya Sport Hall (2500)   | 2009      |
| Adana Aski              | Baloncesto (femenino)  | Super Liga Turca Femenina | Menderes Sports Hall (2000) | 2000      |
| Mersin Basketbol Kulübü | Baloncesto (femenino)  | Super Liga Turca Femenina | Edip Buran Arena (1750)     |           |
| Tosyalı Toyo Osmaniye   | Baloncesto (femenino)  | Super Liga Turca Femenina | Tosyalı Sports Hall         | 2000      |
| Adanaspor               | Baloncesto (masculino) | Segunda Liga Turca        | Menderes Sports Hall (2000) | 2006      |
| Mersin BŞB              | Baloncesto (masculino) | Segunda Liga Turca        | Edip Buran Arena (1750)     | 1993      |

## Transporte
Çukurova tiene un sistema de transporte bien desarrollado, con dos aeropuertos, dos puertos marítimos principales, autopistas y líneas ferroviarias en la ruta histórica que conecta Europa con Oriente Medio.

### Aire
Çukurova es atendida por dos aeropuertos. El Aeropuerto de Adana Şakirpaşa es un aeropuerto internacional que tiene vuelos a destinos europeos. También hay vuelos domésticos diarios a Estambul, Ankara, Esmirna, Antalya y Trebisonda. El Aeropuerto de Adana Şakirpaşa sirve a las provincias de Mersin, Adana y Osmaniye.

Conexiones ferroviarias de Çukurova

El Aeropuerto de Hatay, inaugurado en 2007, es un aeropuerto nacional y actualmente tiene vuelos a Estambul, Ankara y Nicosia, en la República Turca del Norte de Chipre. El aeropuerto de Hatay principalmente sirve a la Provincia de Hatay.
Otro aeropuerto en construcción es Aeropuerto Regional de Çukurova. Según el periódico Hürriyet, el costo del proyecto será de 357 millones de euros. Cuando termine, servirá a 15 millones de personas, y la capacidad se duplicará en el futuro.

### Mar
Hay servicios diarios de transbordadores marítimos de pasajeros y de vehículos desde Taşucu a Kyrenia, República Turca del Norte de Chipre. Desde el puerto de Mersin, hay servicios a Famagusta.

### Carretera
Las autopistas O50 - O59 cruzan Çukurova. Se extienden hasta Niğde en el norte, Erdemli en el oeste, Sanliurfa en el este y Alejandreta en el sur. La carretera estatal D-400 conecta Çukurova a Antalya en el oeste. Adana-Kozan, Adana-Karataş, Alejandreta-Antioquía-Alepo son otras carreteras regionales de doble calzada.

### Ferrocarril
Paralelamente a la red de carreteras en Çukurova, existe una extensa red ferroviaria. El tren Adana-Mersin funciona como un tren de cercanías entre Mersin, Tarso y Adana. También hay trenes regionales desde Adana a Ceyhan, Osmaniye e İskenderun.

## Çukurova en la cultura popular
Culturalmente, la vida diaria de la gente común de Çukurova fueron llevadas a la pantalla por muchos directores de cine turcos, incluido Yılmaz Güney, especialmente en su obra maestra de 1970, "Umut" ("La esperanza"). Es imposible hacer una referencia a Çukurova sin mencionar al autor internacionalmente aclamado que dio a la región dimensiones legendarias, Yaşar Kemal.
También es posible ver Çukurova en la serie turca Bir Zamanlar Çukurova, la cual es grabada en la provincia de Adana y ambientada en los años 70.

## Galería de imágenes

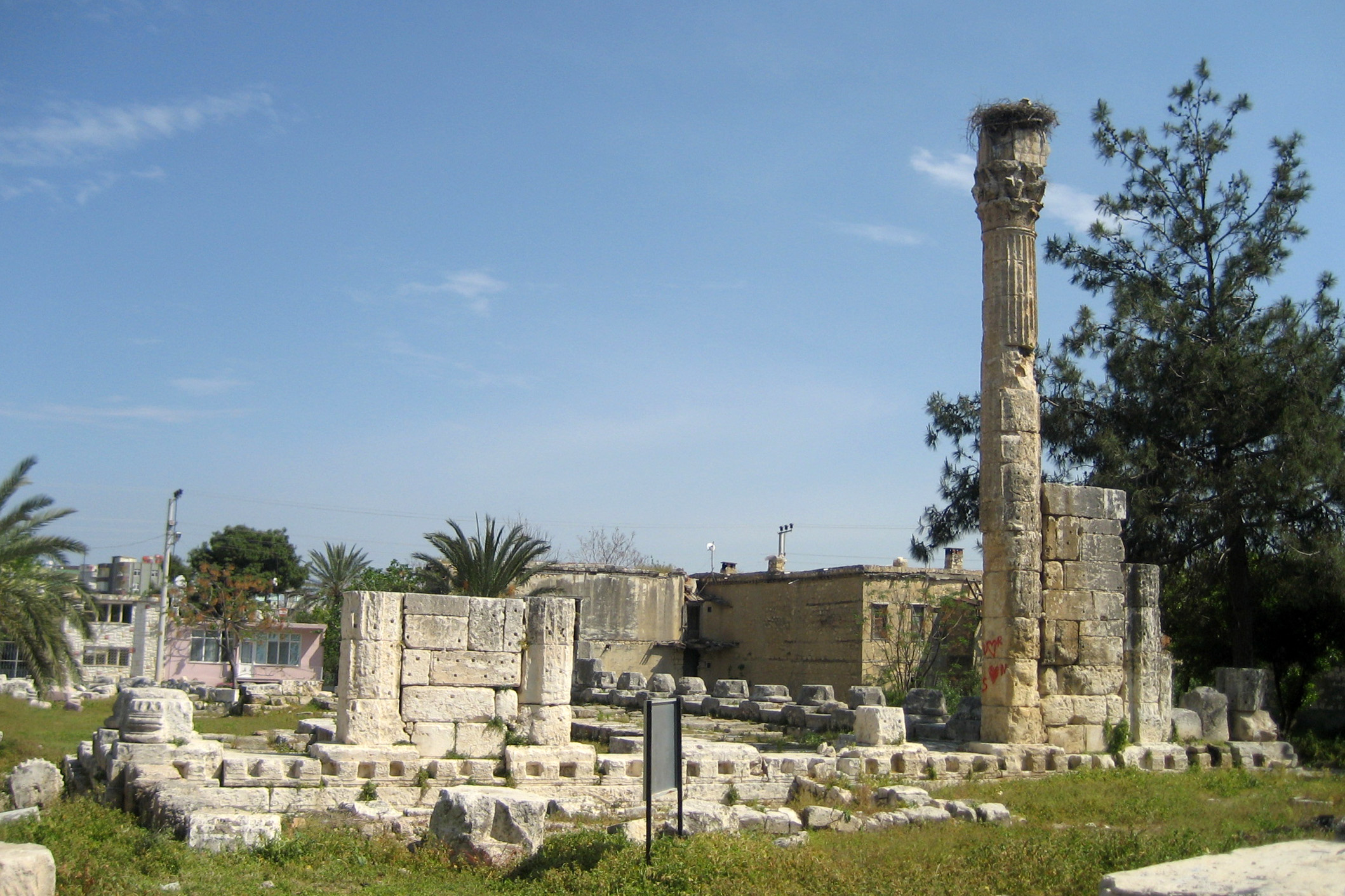
Templo de Zeus. Silifke.
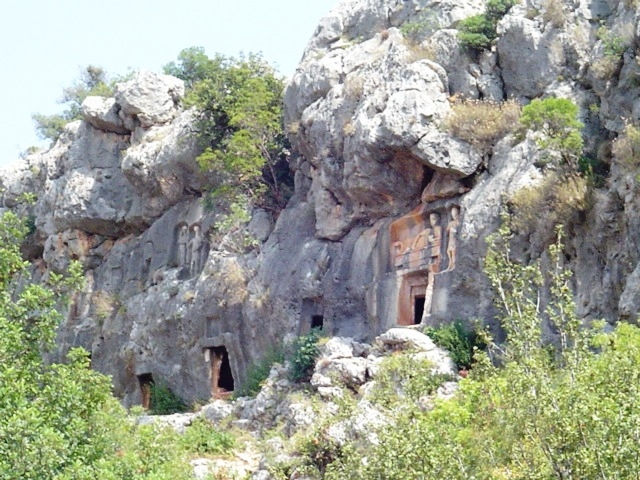
Kanlıdivane.
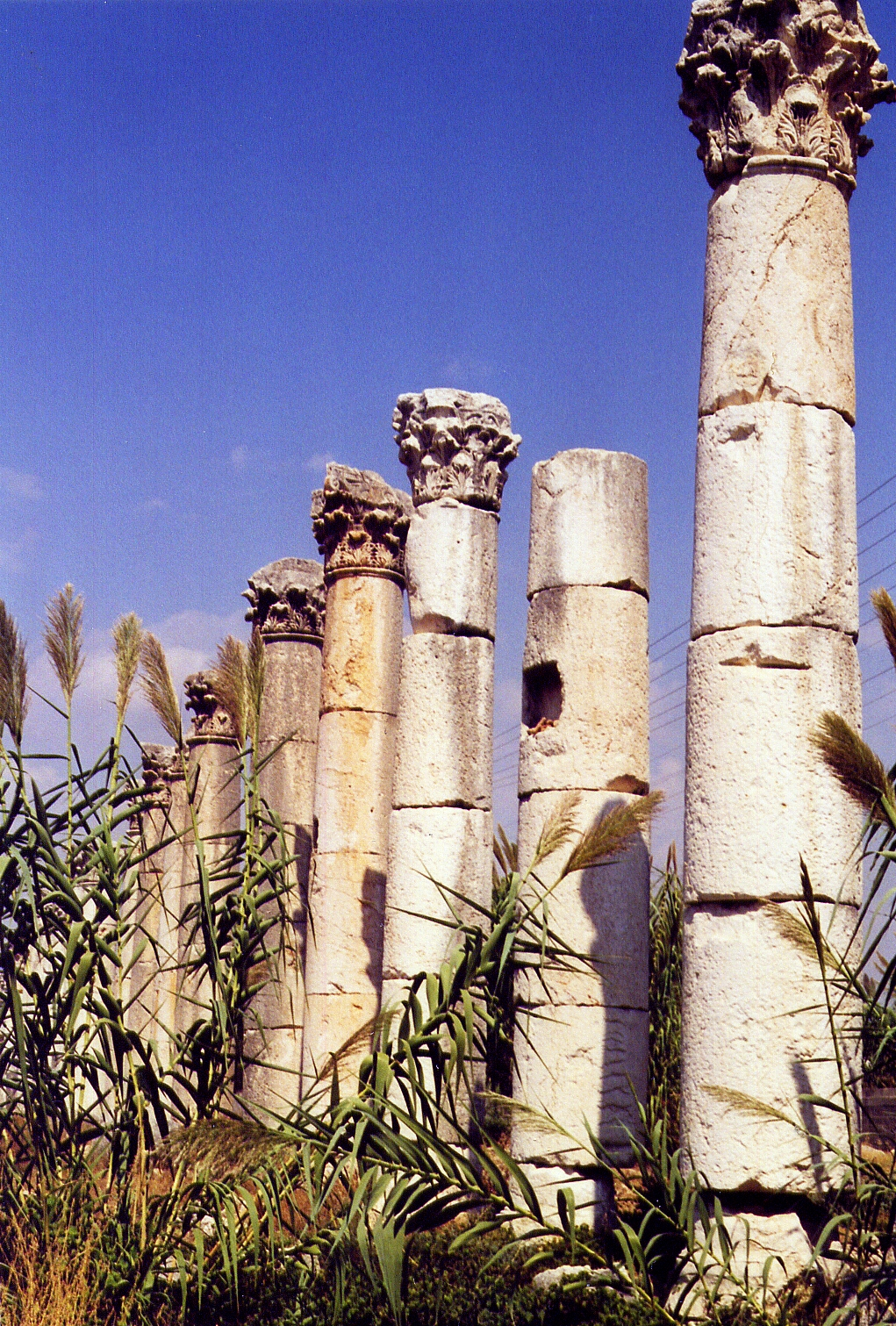
Soloi-Pompeiopolis.
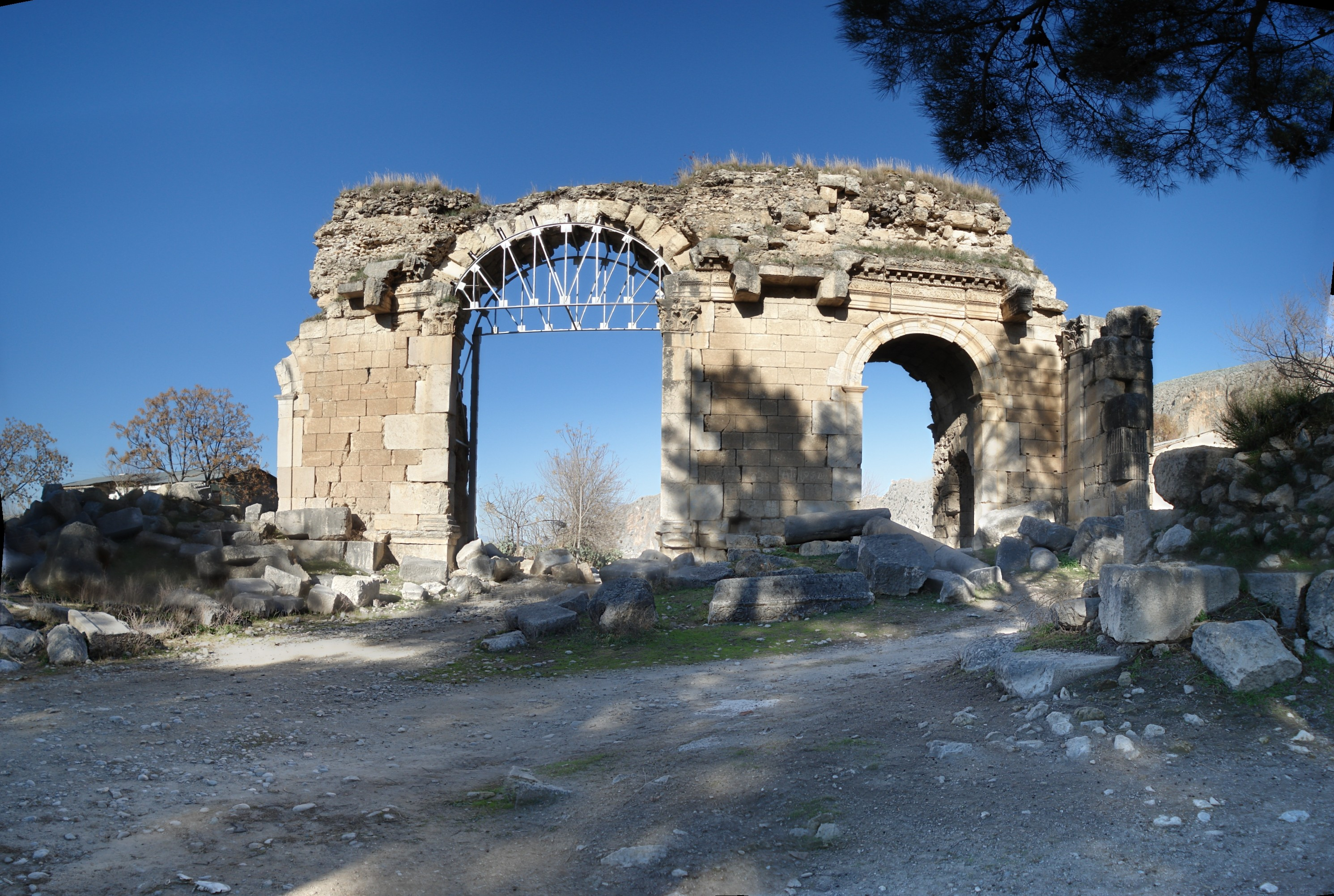
Puerta sur del castillo de Anazarba.
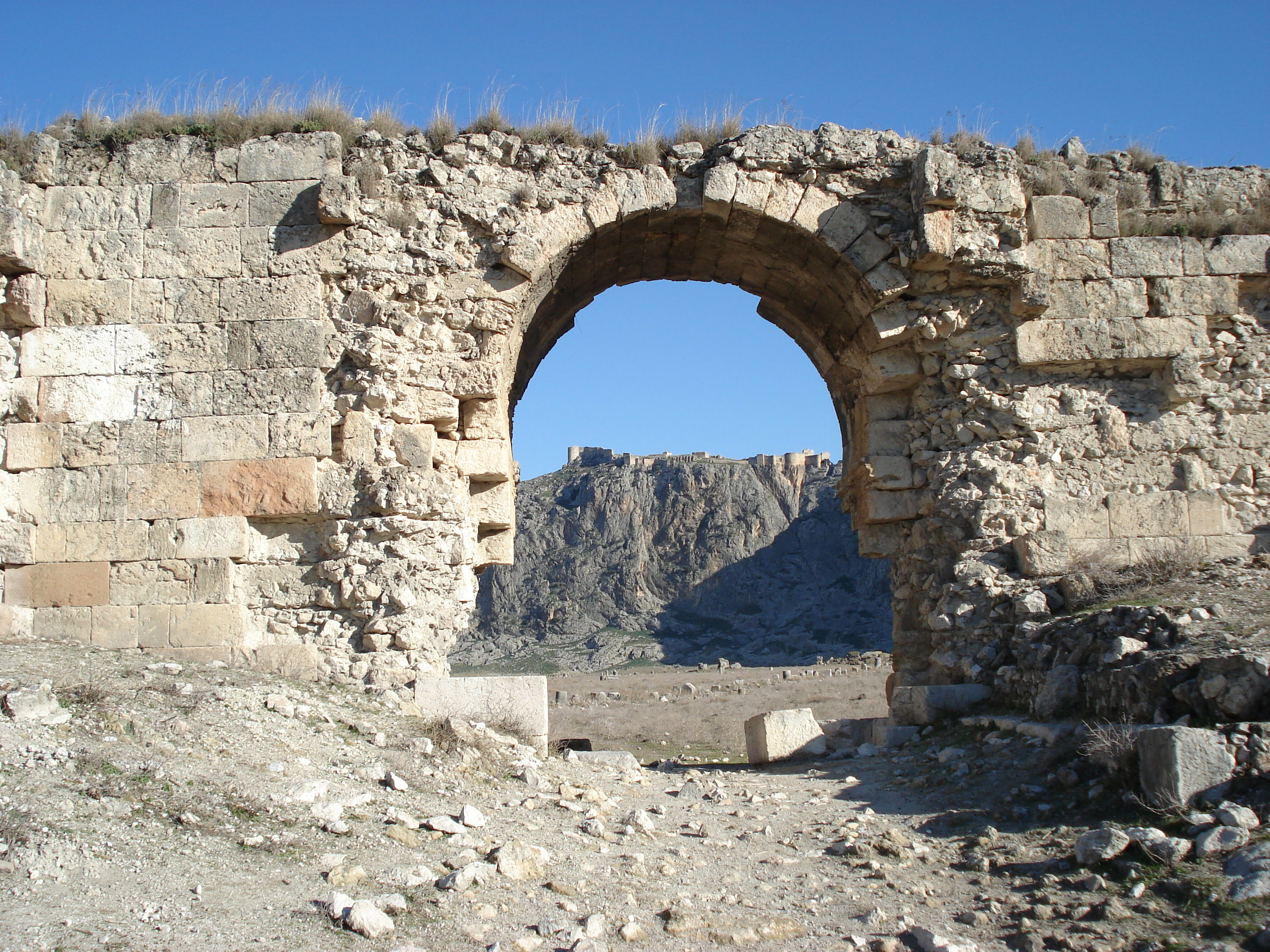
Puerta oeste del castillo de Anazarba.
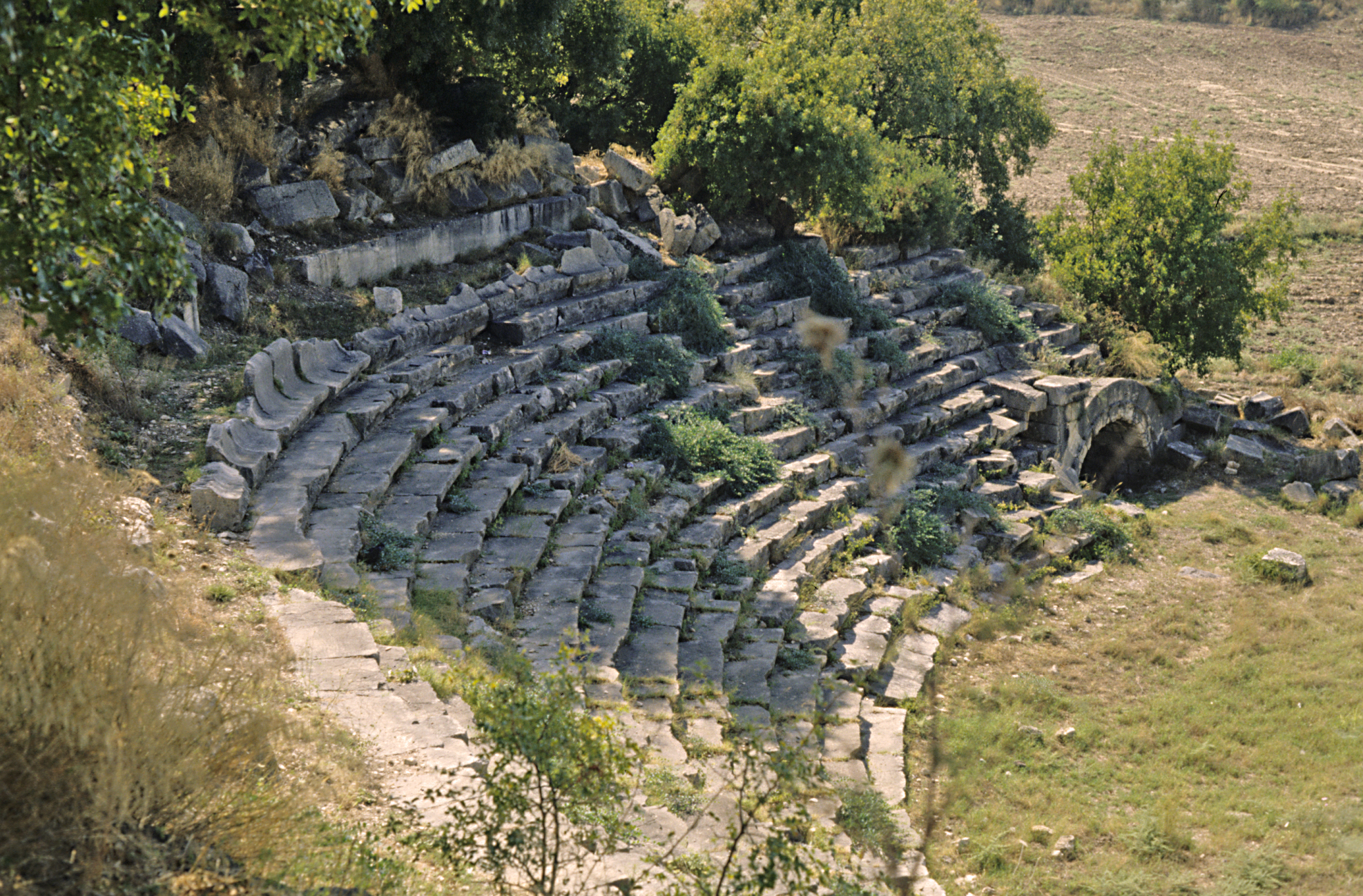
Anfiteatro de Castabala. Osmaniye.
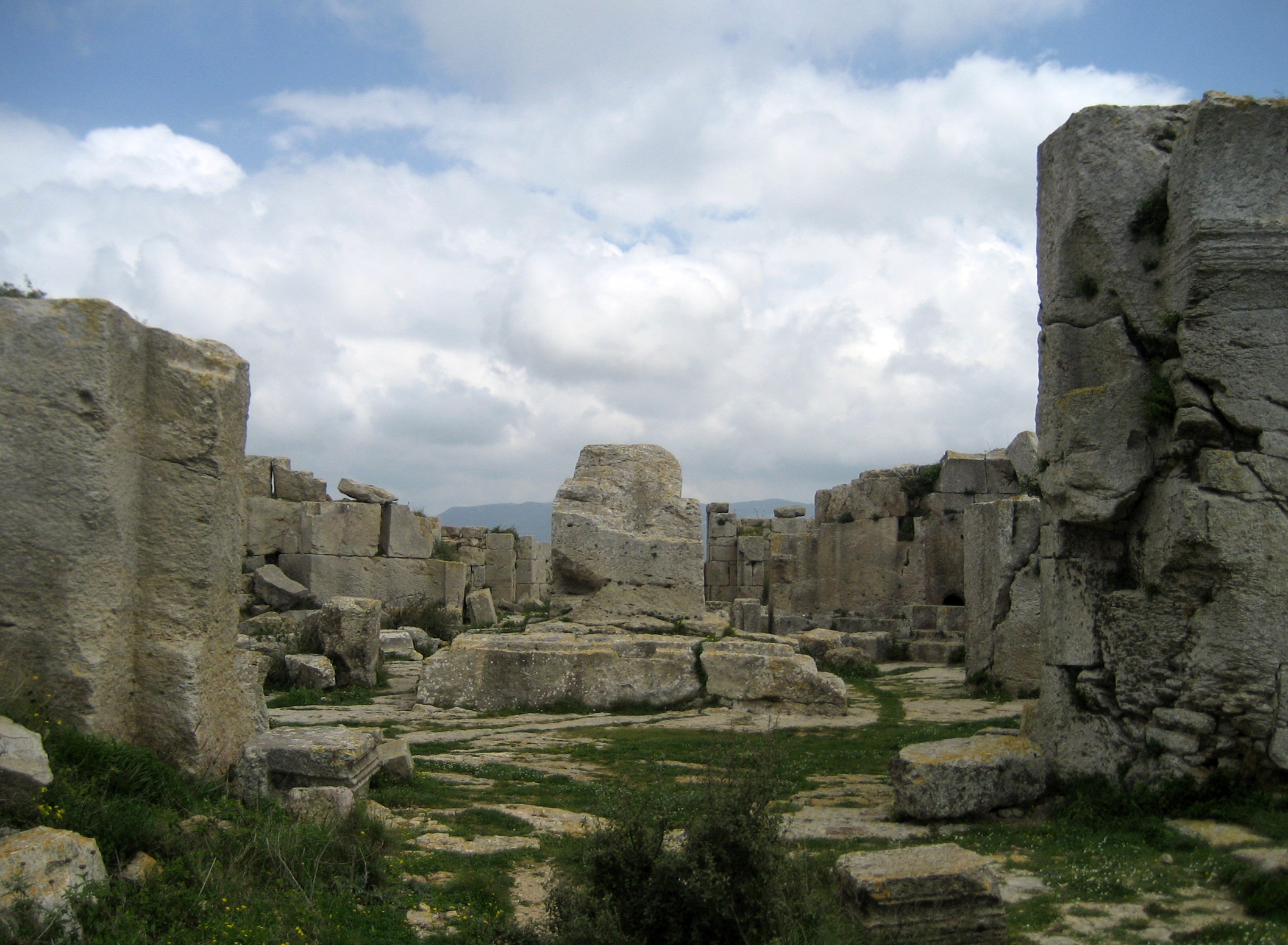
Monasterio de San Simeón. Hatay.
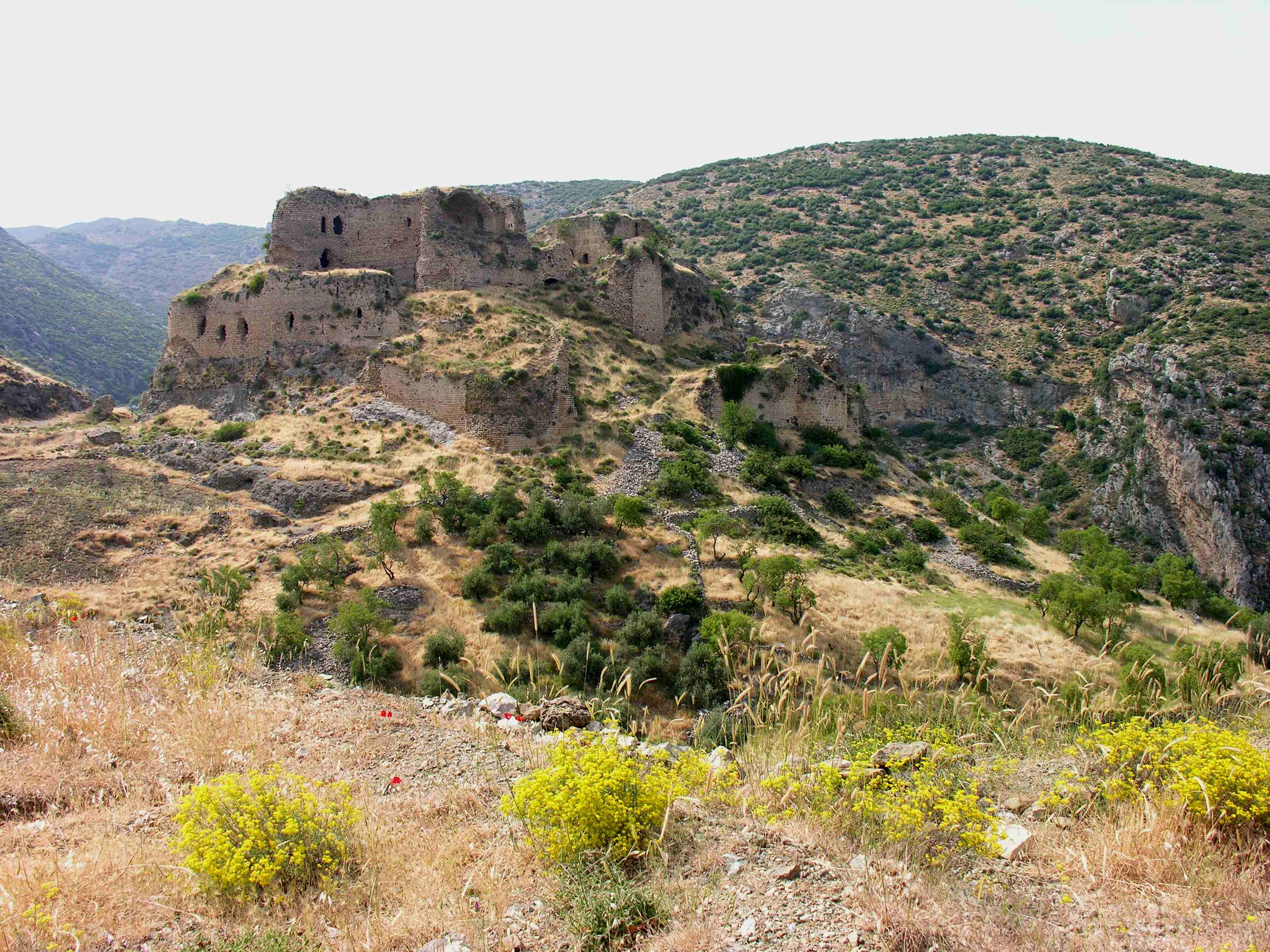
Baghras en Hatay.